# Tramwaje w Kiszyniowie
Tramwaje w Kiszyniowie − zlikwidowany system komunikacji tramwajowej w stolicy Mołdawii, Kiszyniowie, działający w latach 1888–1961. 

## Historia
Pierwsze tramwaje w Kiszyniowie uruchomiono 29 października 1888, były to tramwaje konne, które kursowały po torach o szerokości 1000 mm. Łącznie w mieście były dwie trasy tramwaju konnego o długości 12,5 km. 25 stycznia 1914 uruchomiono tramwaje elektryczne, które jeszcze w tym samym roku zastąpiły całkowicie tramwaje konne. Maksymalna długość tras wyniosła 22 km, po których poprowadzono 4 linie tramwajowe. 11 maja 1961 sieć zamknięto. 

## Tabor
W Kiszyniowie eksploatowano między innymi dwa tramwaje Gotha T57 z 1957, które później trafiły do Lwowa.

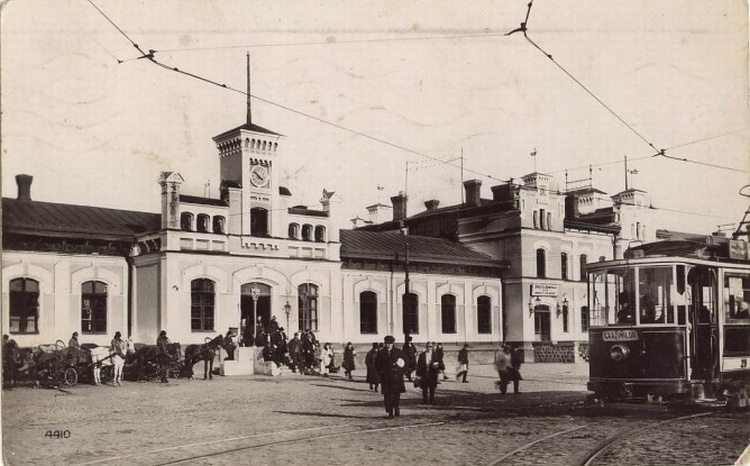
Tramwaj przed dworcem kolejowym w Kiszyniowie w 1936
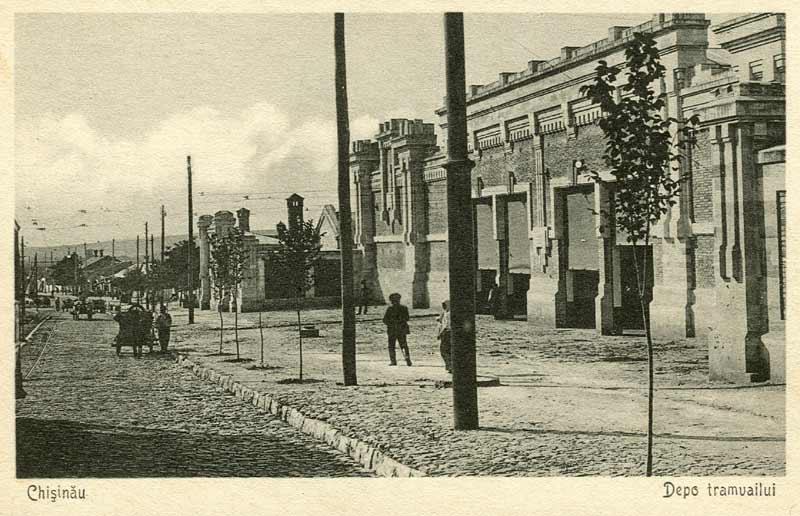
Zajezdnia tramwajowa, lata 30. XX w.
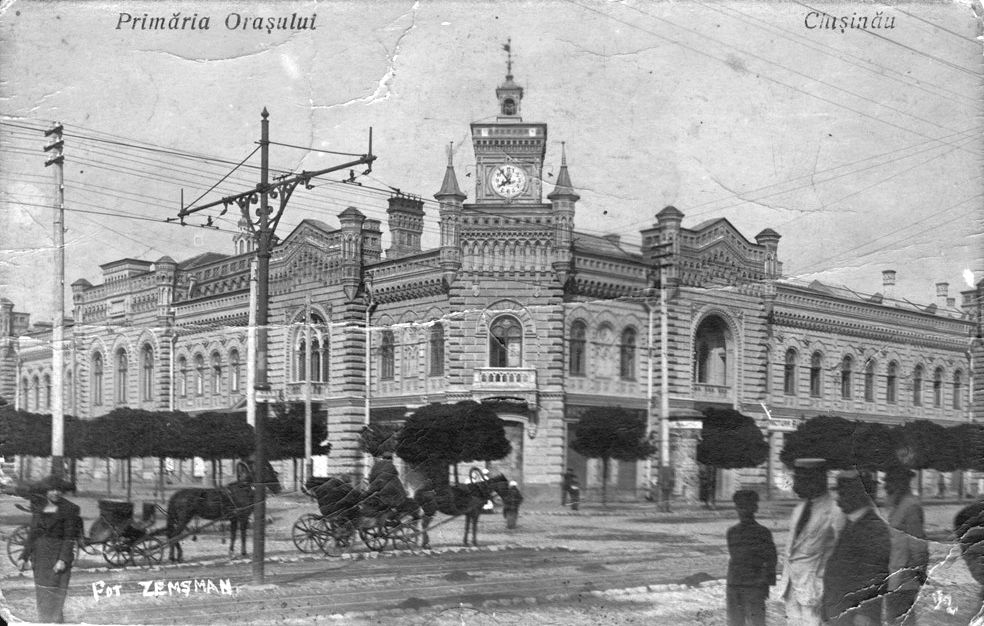